# William Karlsson
Pour les articles homonymes, voir Karlsson.
William Karlsson (né le 8 janvier 1993 à Märsta en Suède) est un joueur professionnel suédois de hockey sur glace. Il évolue au poste de centre.

## Biographie

### Carrière en club

#### Suède
Formé au Wings HC Arlanda, il poursuit son apprentissage au VIK Västerås HK. Il débute en senior dans l'Allsvenskan, le deuxième niveau national en 2011. Il découvre l'Elitserien en 2012 avec le HV71. En 2013, il reçoit l'Årets rookie de la meilleure recrue de l'Elitserien.

#### Ducks d'Anaheim
Lors du repêchage d'entrée dans la LNH 2011, il est choisi au deuxième tour, à la cinquante-troisième place au total par les Ducks d'Anaheim. Il part en Amérique du Nord en 2014. Il est assigné par les Ducks aux Admirals de Norfolk dans la Ligue américaine de hockey. Le 11 octobre 2014, il joue son premier match dans la Ligue nationale de hockey avec les Ducks chez les Red Wings de Détroit. Deux jours plus tard, lors de son deuxième match, il marque ses deux premiers buts, dont celui de la victoire chez les Sabres de Buffalo.

#### Blue Jackets de Columbus
Le 2 mars 2015, à la date limite des transactions, il est échangé des Ducks aux Blue Jackets de Columbus avec René Bourque et un choix de 2e ronde en 2015 en retour de James Wisniewski et d'un choix de 3e ronde en 2015.
Il joue pour les Blue Jackets lors des deux saisons suivantes, récoltant 20 points en 2015-16 et 25 en 2016-17.
L'équipe décide de ne pas protéger Karlsson en vue du Repêchage d'expansion de la LNH 2017.

#### Golden Knights de Vegas
Le 21 juin 2017, il est repêché par les Golden Knights de Vegas lors du repêchage d'expansion de la LNH 2017.
Il connaît la meilleure saison de sa carrière lors de sa première année avec les Golden Knights, une récolte de 78 points (53 de plus que lors de la saison précédente). Au terme de cette saison, il remporte le Trophée Lady Byng, récompensant le joueur ayant démontré le plus d'esprit sportif.
Le 4 août 2018, il signe une entente d'un an et 5,25 millions $ avec les Golden Knights, évitant ainsi l'arbitrage.
Il remporte la Coupe Stanley 2023 avec les Golden Knights.

### Carrière internationale
Il représente la Suède au niveau international. Il prend part aux sélections jeunes.

## Statistiques

### En club
| Saison     | Équipe                   | Ligue       |     | Saison régulière | Saison régulière | Saison régulière | Saison régulière | Saison régulière |    | Séries éliminatoires | Séries éliminatoires | Séries éliminatoires | Séries éliminatoires | Séries éliminatoires |
| Saison     | Équipe                   | Ligue       | PJ  | B                | A                | Pts              | Pun              | PJ               | B  | A                    | Pts                  | Pun                  |                      |                      |
| 2010-2011  | VIK Västerås HK          | Allsvenskan | 14  | 1                | 3                | 4                | 2                | -                | -  | -                    | -                    | -                    |                      |                      |
| 2011-2012  | VIK Västerås HK          | Allsvenskan | 46  | 12               | 33               | 45               | 6                | 6                | 1  | 1                    | 2                    | 0                    |                      |                      |
| 2012-2013  | HV71                     | Elitserien  | 50  | 4                | 24               | 28               | 12               | 5                | 0  | 2                    | 2                    | 0                    |                      |                      |
| 2013-2014  | HV71                     | SHL         | 55  | 15               | 22               | 37               | 14               | 5                | 2  | 1                    | 3                    | 6                    |                      |                      |
| 2013-2014  | Admirals de Norfolk      | LAH         | 9   | 2                | 7                | 9                | 6                | 8                | 1  | 2                    | 3                    | 2                    |                      |                      |
| 2014-2015  | Ducks d'Anaheim          | LNH         | 18  | 2                | 1                | 3                | 2                | -                | -  | -                    | -                    | -                    |                      |                      |
| 2014-2015  | Admirals de Norfolk      | LAH         | 34  | 7                | 14               | 21               | 2                | -                | -  | -                    | -                    | -                    |                      |                      |
| 2014-2015  | Falcons de Springfield   | LAH         | 14  | 0                | 0                | 0                | 0                | -                | -  | -                    | -                    | -                    |                      |                      |
| 2014-2015  | Blue Jackets de Columbus | LNH         | 3   | 1                | 1                | 2                | 0                | -                | -  | -                    | -                    | -                    |                      |                      |
| 2015-2016  | Blue Jackets de Columbus | LNH         | 81  | 9                | 11               | 20               | 6                | -                | -  | -                    | -                    | -                    |                      |                      |
| 2016-2017  | Blue Jackets de Columbus | LNH         | 81  | 6                | 19               | 25               | 10               | 5                | 2  | 1                    | 3                    | 0                    |                      |                      |
| 2017-2018  | Golden Knights de Vegas  | LNH         | 82  | 43               | 35               | 78               | 12               | 20               | 7  | 8                    | 15                   | 2                    |                      |                      |
| 2018-2019  | Golden Knights de Vegas  | LNH         | 82  | 24               | 32               | 56               | 16               | 7                | 2  | 3                    | 5                    | 2                    |                      |                      |
| 2019-2020  | Golden Knights de Vegas  | LNH         | 63  | 15               | 31               | 46               | 16               | 20               | 4  | 6                    | 10                   | 0                    |                      |                      |
| 2020-2021  | Golden Knights de Vegas  | LNH         | 56  | 14               | 25               | 39               | 4                | 19               | 4  | 12                   | 16                   | 2                    |                      |                      |
| 2021-2022  | Golden Knights de Vegas  | LNH         | 67  | 12               | 23               | 35               | 10               | -                | -  | -                    | -                    | -                    |                      |                      |
| 2022-2023  | Golden Knights de Vegas  | LNH         | 82  | 14               | 39               | 53               | 10               | 22               | 11 | 6                    | 17                   | 2                    |                      |                      |
| 2023-2024  | Golden Knights de Vegas  | LNH         | 70  | 30               | 30               | 60               | 22               | 7                | 0  | 2                    | 2                    | 0                    |                      |                      |
| Totaux LNH | Totaux LNH               | Totaux LNH  | 685 | 170              | 247              | 417              | 108              | 100              | 30 | 38                   | 68                   | 8                    |                      |                      |

### En équipe nationale

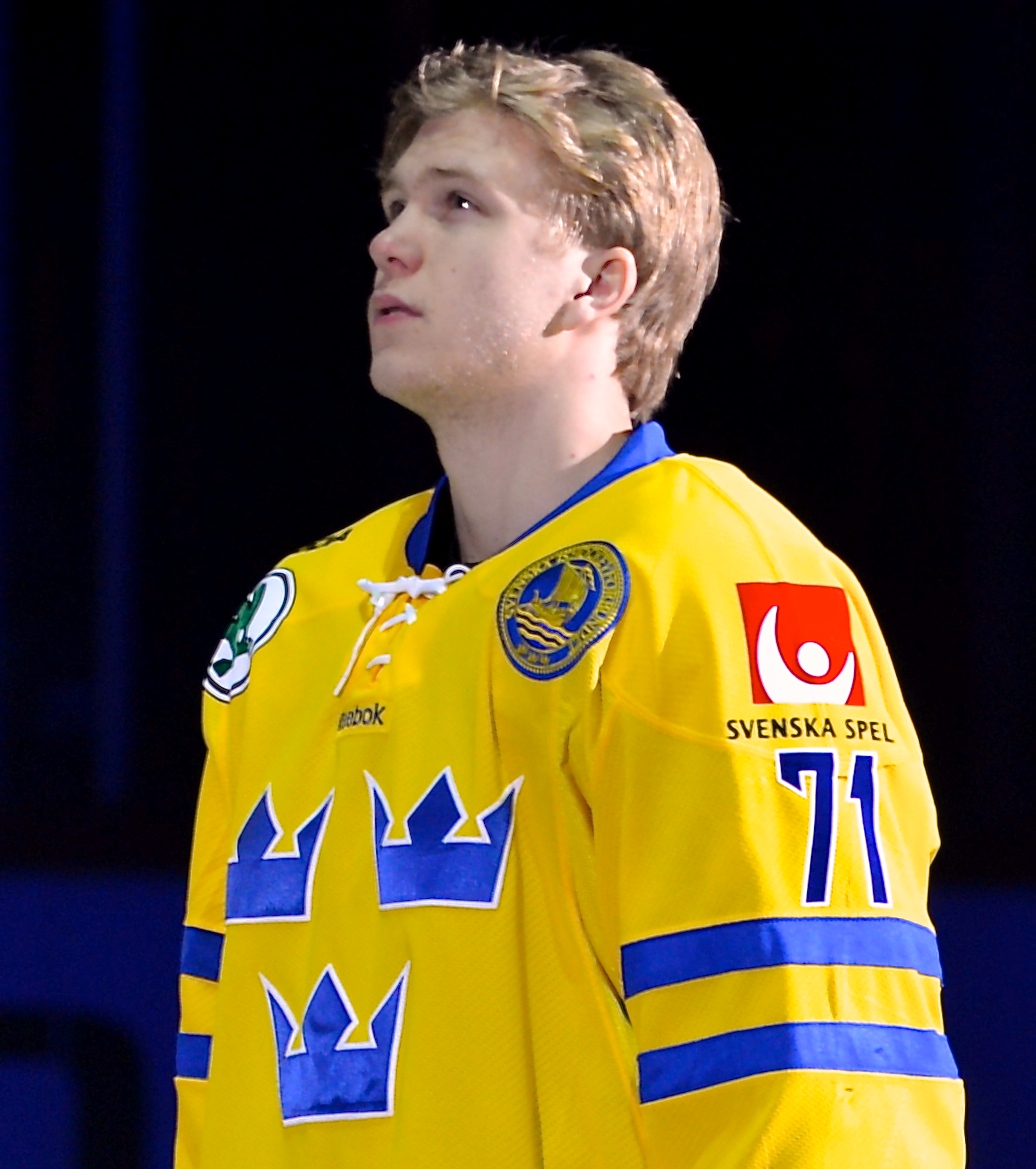
Karlsson en 2014.

| Année | Évènement                            |    | PJ | B | A | Pts | Pun | +/-               |  | Résultat |
| 2011  | Championnat du monde moins de 18 ans | 6  | 2  | 3 | 5 | 6   | +8  | Médaille d'argent |  |          |
| 2012  | Championnat du monde junior          | 6  | 1  | 1 | 2 | 0   | 0   | Médaille d'or     |  |          |
| 2013  | Championnat du monde junior          | 6  | 0  | 2 | 2 | 2   | +1  | Médaille d'argent |  |          |
| 2017  | Championnat du monde                 | 10 | 1  | 2 | 3 | 0   | +6  | Médaille d'or     |  |          |

## Trophées et honneurs personnels

### Elitserien
- 2012-2013 : remporte l'Årets rookie

### Ligue nationale de hockey
- 2017-2018 :
  - remporte le trophée Lady Byng
  - remporte le trophée viking
- 2022-2023 : champion de la coupe Stanley avec les Golden Knights de Vegas